# Moviment Comunista d'Espanya
El Moviment Comunista (MC) va ser un partit polític espanyol fundat el 1972, com a Moviment Comunista d'Espanya (MCE) fou actiu entre 1976 i 1992. De fet aquest partit havia sorgit del Euskadiko Mugimendu Komunista (Komunistak), nom adoptat el 1969 per ETA berri (un grup obrerista escindit d'Euskadi ta Askatasuna, ETA).

## Ideologia
Ideològicament es definia com marxista-leninista i maoista, i considerava la lluita revolucionària com un mitjà per assolir una «república popular i democràtica», encara que la seua actuació distava molt de la dels maoistes xinesos que idealitzava. A poc a poc se va anar distanciant del marxisme i maoisme des d'un punt de vista crític, primer relativitzant-les i posteriorment criticant-les obertament. Durant la transició el MC sempre apareixia junt amb els moviments socials. Provà un apropament a Unificació Comunista d'Espanya (UCE), però divergències ideològiques frustraren la fusió. El 1976 es va reestructurar com una federació de partits, i així al Principat donà lloc al Moviment Comunista de Catalunya (MCC), que des del 1974 ja participava en les instàncies unitàries de l'Assemblea de Catalunya. Tanmateix, era minoritari al sindicat Comissions Obreres. Entre els dirigents del MCC destacaren Empar Pineda i Ignasi Álvarez.

## Implantació
La seva màxima implantació va ser a Euskadi (inclosa Navarra), País Valencià, Catalunya, Andalusia, Astúries i Galícia, arribant a superar els 4.500 afiliats o militants en el conjunt de l'estat
Al País Valencià, s'organitzà com a Moviment Comunista del País Valencià (MCPV). El 6 d'octubre del 1977, a Alacant, militants i simpatitzants del MCPV que penjaven cartells en pro de l'Estatut d'Autonomia pel País Valencià foren atacats amb pedres i en resultà ferit de mort Miquel Grau, simpatitzant de només vint anys. El 1978 inicià una política de col·laboració amb la Lliga Comunista Revolucionària (LCR). Així el MCPV formà amb la LCR i d'altres formacions l'Esquerra Unida del País Valencià (EUPV, no pas la mateixa coalició que després impulsà el PCPV). El 1983, amb EUPV participà en les eleccions autonòmiques dins la coalició Unitat del Poble Valencià (UPV). A les illes Balears el 1988 formaren el Kol·lectiu Bassetja. El 1991, el MCPV i LCR bastiren el grup Ca Revolta.

### Federacions
- Moviment Comunista d'Aragó
- Moviment Comunista d'Astúries
- Moviment Comunista d'Euskadi
- Moviment Comunista de Galícia
- Moviment Comunista del País Valencià
- Moviment Comunista de Catalunya
- Moviment Comunista de les Illes
- Moviment Comunista (Madrid)
- Moviment Comunista d'Andalusia
- Moviment Comunista de Castella i Lleó
- Moviment Comunista de Castella - La Manxa
- Moviment Comunista de la Regió de Múrcia
- Moviment Comunista de La Rioja
- Moviment Comunista de Cantabria
- Moviment Comunista d'Extremadura

## Història
A pesar de la seua actual distància amb els postulats d'esta organització, sorgix d'una escissió d'ETA creada després de la cinquena assemblea d'esta organització el 1967, crida ETA Berri (Nova ETA) i després Euskadiko Mugimendu Komunista (Moviment Comunista d'Euskadi, EMK). L'escissió la realitza un grup que va ser assenyalat despectivament dins d'ETA com a «espanyolistes», crític amb l'excessiu pes del nacionalisme basc dins de l'organització i partidari d'una política més en sintonia amb l'esquerra obrerista que va establir aliances amb altres grups comunistes de la resta d'Espanya. D'acord amb esta idea, l'EMK va fusionar-se a principis dels anys 1970 amb altres organitzacions com l'Organització Comunista (Aragó), Unificació Comunista, Grup de Formació Marxista-Leninista dels Illes i un grup de comunistes independents asturians els que acabaran creant el Movimientu Comunista d'Asturies (Moviment Comunista d'Astúries), per a formar plegats un partit unificat cridat Moviment Comunista d'Espanya i, des de 1976, Moviment Comunista.
Quan naix el Moviment Comunista d'Espanya només era implantat amb força al País Basc, i tenia una implantació menor a Aragó, i ja escassa a altres punts, com ara Barcelona i Madrid. L'any 1972 és d'ampli creixement de l'acabat de constituir MCE. Este creixement es produïx tant per adhesions individuals com -i més significativament- per la unió amb altres organitzacions.
El MCE va celebrar el seu primer congrés a l'estiu del 1975. El Comitè Central triat en eixe congrés va celebrar dos sessions plenàries. La segona va tindre lloc al gener del 1976. Va examinar els problemes polítics del moment i va decidir el canvi de denominació del partit, que a partir d'eixa data s'anomena Moviment Comunista.
El MC era un partit federal amb organitzacions federades a quasi tot el territori espanyol. Les organitzacions de Catalunya, País Valencià i Balears estaven al seu torn confederades entre si i formaven el Moviment Comunista dels Països Catalans. L'EMK, nucli creador del MC, es va separar d'este a mitjans els anys 1980, encara que ambdues organitzacions van mantindre una unitat ideològica i d'acció.
El MC va ser inicialment de tendència maoista, encara que va evolucionar prompte cap a una posició de comunisme eclèctic, és a dir, no adscrit a cap dels corrents imperants. Al seu ideari ocupaven una posició de primer orde el feminisme i el suport als nacionalismes i les diverses llengües d'Espanya. A mitjans dels anys setanta va impulsar diverses candidatures electorals, com la Candidatura de Unidad Popular, en decantar-se després pel suport actiu a l'abstenció, com per exemple al referèndum de la Constitució de 1978. En 1979, l'Organització d'Esquerra Comunista (OIC) es va integrar en el MC.
Després de la integració d'Espanya en la Unió Europea, el MC va recolzar, junt amb la Lliga Comunista Revolucionària (LCR), la primera campanya a nivell nacional d'Herri Batasuna per a les eleccions europees, als quals la candidatura «abertzale» va aconseguir els vots necessaris per a tindre representació al Parlament Europeu. L'experiència va resultar nefasta per al MC que, en coherència amb el seu pensament i evolució, va començar a allunyar-se de Batasuna sent cada vegada més crític amb l'actuació d'ETA i el seu correlat en Batasuna.
Entre els seus senyals d'identitat estava l'impuls dels moviments socials sense pretensions utilitaristes i trencant el vell esquema del "partit avantguarda". Va tindre una publicació periòdica crida primer Servir al poble (nom d'inspiració totalment maoista) i després Fer. Va tindre també una editorial, crida Revolució.
Actuava sovint junt amb la LCR, partit més xicotet de tendència trotskista amb el que es va unificar en 1991. L'organització resultant de la unificació va ser una confederació crida Esquerra Alternativa a nivell confederal, mentre que cada una de les organitzacions territorials que la componien van tindre un altre nom, generalment Alliberament. Esta nova organització edità dues publicacions: Pàgina Oberta i Vent Sud, mentre que l'antiga editorial Revolució va passar a cridar-se Talasa. Esquerra Alternativa va tindre una vida molt breu, ja que, en el fons, existien diferents estils d'actuació i diferents objectius polítics. El sector MC pretenia evolucionar a una manera d'organització diferent dels partits polítics obrint-se a la societat, mentre que el sector LCR apostava per ser avantguarda social amb projecte de partit clàssic.
Poc més d'un any després de la unificació, Esquerra Alternativa es va dividir en dos a nivell estatal: el grup LCR es va quedar amb este nom per a posteriorment integrar-se en Izquierda Unida i el grup MC amb el d'Alliberament, que és el que té en l'actualitat. Com a conseqüència de la ruptura, un terç de la militància va abandonar l'organització. La fusió, no obstant això, va perviure a Galícia amb el nom de Inzar (integrat posteriorment en el BNG), o al País Basc i Navarra amb Zutik i Batzarre.